# 56 Kompania Specjalna
56 Kompania Specjalna – jednostka dalekiego rozpoznania ludowego Wojska Polskiego i okresu transformacji ustrojowej.
Sformowana w 1967 na bazie 5 kompanii rozpoznawczej 1 batalionu szturmowego z Dziwnowa jako kompania rozpoznania specjalnego armii. Przeznaczona była do prowadzenia dalekiego rozpoznania na korzyść armii wystawianej przez Pomorski Okręg Wojskowy. Kompania początkowo stacjonowała w Bydgoszczy, a w 1980 została przeniesiona do Szczecina. W 1991 w skład kompanii wszedł kadrowy pluton specjalny złożony z żołnierzy zawodowych. Rozformowana w 1994.

## Struktura organizacyjna
dowództwo i zespół dowodzenia
- trzy plutony rozpoznawcze (jeden skadrowany)
- pluton płetwonurków
- pluton łączności
- pluton transportowo-gospodarczy
- spadochroniarnia

## Dowódcy kompanii
- por. Piotr Kokoszka
- kpt. Mirosław Słupski
- kpt. Andrzej Sarnat
- kpt. Ryszard Pawłowski
- kpt. Roman Jasiński
- kpt. Roman Czogalla
- kpt. Marian Andrysiak
- kpt. Marek Demczuk